# Língua nuaulu
Nuaulu é uma língua indígena da ilha de Ceram na Indonésia, sendo falada pelo povo de mesmo nome. A língua é dividida em dois dialetos, um do norte e um do sul, entre os quais há uma barreira de comunicação. O dialeto de Nuaulu mencionado nesta página é o dialeto do sul, conforme descrito em Bolton 1991. ref>Bolton (1990):3</ref>
Nuaulu é um membro do ramo Molucano Centro-Leste da família das línguas malaio-polinésias. É falada por cerca de 2.000 pessoas na Ilha Ceram, na Ilha Maluku, no leste da Indonésia. Seus dialetos são também considerados como línguas intimamente relacionadas, mas separadas. Nualu do Sul também é conhecido como Patakai. 
É falado por cerca de 1.000 pessoas em várias aldeias no distrito de Amahai, na Regência de Molucas Central, na costa sul da Ilha Ceram. Nuaulu do Norte é falado por cerca de 1.000 pessoas nas aldeias de Openg e Rumaholat, no distrito de Ceram do Norte, na Regência de Molucas Central, no norte da Ilha Ceram. Nuaulu pode ser escrito com a escrita latina. 
.

## Religião
A religião desempenha um papel importante nas estatísticas da língua. Aqueles que se apegam às práticas religiosas nativas tradicionais tendem a usar mais a língua nativa, enquanto aqueles que se converteram a outra religião, ex. Cristianismo tendem a usar o  malaio ambonês, uma língua necessária para fins educacionais, com mais frequência. 
Isso se deve à segregação religiosa, separando a religião local tradicional das outras, enviando seus praticantes para uma seção isolada da vila. Isso minimiza o uso de Nuaulu na seção separada da vila principal.

## Fonologia
Dentro do grupo de línguas Malaio-polinésias centro-orientais, o nuaulu tem o menor número de fonemas, com uma contagem total de 16, que são apresentados nas tabelas para consoantes e vogais abaixo.ref>Blust (2013):197</ref>
|            | Labial | Alveolar                   | Velar | Glotal |
| ---------- | ------ | -------------------------- | ----- | ------ |
| Oclusivas  | p      | t                          | k     |        |
| Nasais     | m      | n                          |       |        |
| Fricativas |        | s                          |       | h      |
| Flaps      |        | l                          |       |        |
| Laterais   |        | r                          |       |        |
| Semivogais | w      | Palatal aproximante sonora |       |        |

|         | Anterior | Central | Posterior |
| ------- | -------- | ------- | --------- |
| Fechada | i        |         | u         |
| Medial  | e        |         | o         |
| Aberta  |          | a       |           |

Nuaulu também tem uma oclusiva glotal, mas Bolton (1991) a considera não fonêmica. Ela é vista principalmente no início de uma palavra, tomando o lugar de uma consoante.

## Escrita
A língua usa o alfabeto latino sem as letras B C D F G J Q X Z

### Fonotáticas
segue a estrutura silábica (C)V(N), e a maioria das combinações dessa estrutura silábica são viáveis. Há algumas exceções a essa estrutura; a sílaba N pode ser usada sozinha, e as consoantes [w] e [y] têm restrições. A pesquisa de Rosemary Ann Bolton (1991) concluiu que a situação em relação à sílaba N ocorre "apenas como a primeira sílaba de uma palavra que tem duas ou mais sílabas". Em 1991, a inspeção do léxico Nuaulu revelou que não há palavras em que a estrutura silábica CV tenha um par consoante [w] com uma vogal alta. A consoante [j] é semelhante a esse respeito, onde não faz par com a vogal alta [i] na estrutura CV. No entanto, [j] faz par com [u].].

## Morfologia
Nuaulu não contém adjetivos, mas substantivos e verbos são usados para substituir suas funções. Na maioria dos casos, são substantivos em oposição a verbos. Os "adjetivos" não têm outras propriedades especiais além de serem descritivos; eles agem da mesma forma que outros substantivos/verbos.

### Verbos
Nuaulu segue as formas verbais transitivas e intransitivas padrão, com adição de verbos estativos. Os verbos em Nuaulu também estão sujeitos à flexão. A flexão ocorre dependendo do envolvimento e da quantidade.
| 1ª Pessoa | Exclusiva  | u- | a- |            |        |        |
| 1ª Pessoa | Inclusiva  | u- | i- |            |        |        |
| 2ª Pessoa | 2ª Pessoa  | a- | o- |            |        |        |
| 3ª Pessoa | com Pessoa | i- | o- | sem Pessoa | (e)re- | (e)ra- |

Note-se que o proclítico exclusivo da primeira pessoa do plural e o proclítico da segunda pessoa do singular são os mesmos. Este proclítico, juntamente com os outros proclíticos sendo compartilhados entre dois pontos de vista, pode ser usado para representar um ponto de vista ou outro. O ponto de vista que o proclítico está retratando é distinguido apenas com base no uso da palavra em relação à frase inteira.
|           |               | Singular | Plural |
| --------- | ------------- | -------- | ------ |
| 1ª Pessoa | Exclusiva     | -ku      | -ma    |
| 1ª Pessoa | Inclusiva     | -ku      | -ta    |
| 2ª Pessoa | 2ª Pessoa     | -(j)a    | -mo    |
| 3ª Pessoa | comith Pessoa | -(k)i    | -so    |
| 3ª Pessoa | sem Pessoa    | -(k)i    | -re    |

Os afixos e clíticos de um verbo base podem determinar o uso e a sintaxe do verbo.
Nuaulu faz uso de reduplicação. Em verbos, a reduplicação é usada para enfatizar o verbo, às vezes até mesmo fornecendo força descritiva suficiente para atuar como um adjetivo. Existem duas classes de reduplicação. Normalmente usada em uma estrutura de sílaba verbal CVCV, a primeira classe reduplica o verbo. A segunda classe de reduplicação irá reduplicar parte de uma raiz verbal, ou seu prefixo.

### Substantivos
A maioria dos substantivos é marcada por um dos sufixos -e, -ne, -te, ou -ke. Esses quatro marcadores são os classificadores que compõem quatro dos cinco principais grupos de substantivos, enquanto o último grupo principal não tem um marcador. A maioria das raízes dos substantivos cairá em apenas um grupo, e radicais com vogais finais específicas ocorrem em certos grupos. O grupo -e não se conecta a nenhum substantivo terminando com a vogal [e] e o grupo -ke não se conecta a nenhum substantivo terminando com as vogais [i] e [o].
Ao distinguir essas cinco classes de palavras, os traços de classificação podem ser rastreados a partir de palavras proto-austronesianas.
|                        |           | Proto-forma | Nuaulu  | Significado      |
| ---------------------- | --------- | ----------- | ------- | ---------------- |
| Classe I sem marcador: | *∅ --> ∅  | *asu        | asu     | 'cão'            |
| Classe I sem marcador: | *w --> ∅  | *laŋaw      | imanane | 'mosca'          |
| Classe I sem marcador: | *j --> ∅  | *tita(y)    | teta    | 'ponte'          |
| Classe II -e:          | *∅ --> e  | *vua        | hua-e   | 'fruta'          |
| Classe II -e:          | *s --> e  | *makas      | maka-e  | 'duro'           |
| Classe II -e:          | *k --> e  | *manuk      | manu-e  | 'pássaro'        |
| Classe II -e:          | *q --> e  | *mataq      | mata-e  | 'imaturo'        |
| Classe II -e:          | *h -->    | *saNa/h/    | sana-e  | 'ramo'           |
| Classe II -e:          | ʔ --> e   | *tuaʔ       | mtua-e  | 'vinho de palma' |
| Classe III -ne:        | *n --> ne | *bulan      | huna-ne | 'lua'            |
|                        | *l --> ne | *bakul      | paku-ne | 'cesta'          |
|                        | *r --> ne | *DataR      | wata-ne | 'level'          |
| Classe IV -te:         | *t --> te | *wanat      | wana-te | 'k.o. bamboo'    |
|                        | *D --> te | *tuquD      | tue-te  | 'toco de árvore' |
| Classe V -ke:          | ʔ --> ke  | *gauʔ       | kau-ke  | 'gafanhoto'      |

Ao distinguir essas cinco classes de palavras, os traços de classificação podem ser rastreados a partir de palavras proto-austronesianas|sign=Rosemary Ann Bolton}}
Os substantivos são reduplicados para exibir intensidade. A reduplicação também é usada em alguns nomes de animais.
As formas plurais dos substantivos dependem da classe do substantivo. Os substantivos da Classe I recebem um sufixo -u para sinalizar o plural. Para substantivos nas classes II, III, IV e V, a vogal final e do marcador é substituída pela vogal [a] em vez de.

#### Posse
Nuaulu tem dois tipos distintos de posse: posse alienável e posse inalienável. Marcadores possessivos inalienáveis assumem a forma de sufixos adicionados ao substantivo, e marcadores possessivos alienáveis são clíticos extras que ocorrem antes do substantivo alvo.
|           |           | Singular  | Plural  |
| --------- | --------- | --------- | ------- |
| 1ª Pessoa | Exclusivo | -ku       | -ma     |
| 1ª Pessoa | Inclusivo | -ku       | -ri     |
| 2ª Pessoa | 2ª Pessoa | -m        | -mo     |
| 3ª Pessoa | + humano  | -i, -n(i) | -o      |
| 3ª Pessoa | - humano  | -e, -te   | -a, -ta |

|           |           | Singular | Plural       |
| --------- | --------- | -------- | ------------ |
| 1ª Pessoa | Exclusivo | we(a)=   | mani(a)=     |
| 1ª Pessoa | Inclusivo | we(a)=   | re(a)=       |
| 2ª Pessoa | 2ª Pessoa | me(a)=   | mo(a)=       |
| 3ª Pessoa | + humano  | ne(a)=   | no(a)=       |
| 3ª Pessoa | - humano  | nene=    | desconhecido |

## Pronomes =
Os pronomes em Nuaulu podem se enquadrar em algumas categorias específicas: pessoal, demonstrativo, interrogativo, reflexivo, relativo ou como um marcador possessivo. Os pronomes pessoais Nuaulu são classificados como pronomes livres ou clíticos.
|           |           | Singular | Plural |
| --------- | --------- | -------- | ------ |
| 1ª Pessoa | Exclusivo | au       | ami    |
| 1ª Pessoa | Inclusivo | au       | ita    |
| 2ª Pessoa | 2ª Pessoa | ano      | omi    |
| 3ª Pessoa | 3ª Pessoa | ia       | sio    |

Os pronomes distinguem números singulares e plurais. Os pronomes plurais que consistem em uma quantidade específica envolvida são criados com um número combinado com o verbo pronominal próprio enclítico anexado.

### Advérbios
Os advérbios também estão sujeitos à reduplicação; essa reduplicação de advérbios é feita para aumentar a intenção/significado que o advérbio está retratando. Se a palavra raiz começa com uma sílaba CVN, essa sílaba é reduplicada. Se a palavra raiz começa com qualquer outra estrutura silábica, então as duas sílabas iniciais da palavra raiz são repetidas.

## Amostra de texto
Ros iasei na Neipani mamrue Yaio. Sio mataanoe mo sio orueso pan Mukinopu. Ai rei nanae Mukinopu. Reiso rueso pani ano. Oyo ia onate isa rerihoni Matoke ieu inanui tau pumono. O ria mo ohokaso roe nunue isa nene upone oakahuaso. Onai no kamana akahuaso roe nunu upone rei. Oyo nanui on roe osipu poe ohunui. 
Português
Rose perguntou sobre o clã Neipani que vivia em Yaio. No começo, eles viviam em uma árvore mukinopu. Esta era uma árvore chamada mukinopu. Eles viviam dentro dela. Um ancião do clã Matoke foi chamar marsupiais para o interior uma noite. Eles saíram no topo de uma figueira-de-bengala e dançaram o Kahua. Eles acenderam suas lâmpadas e dançaram o Kahua no topo desta figueira-de-bengala. Então os marsupiais desceram da árvore e mataram a pessoa que chamava os marsupiais. 